# Varcia nigrovittata
Varcia nigrovittata är en insektsart som först beskrevs av Stsl 1870.  Varcia nigrovittata ingår i släktet Varcia och familjen Nogodinidae. Inga underarter finns listade i Catalogue of Life.